# Шульгінська сільська рада (Совєтський район)
Шу́льгінська сільська рада (рос. Шульгинский сельский совет) — сільське поселення у складі Совєтського району Алтайського краю Росії.
Адміністративний центр — село Шульгінка.

## Населення
Населення — 1595 осіб (2019; 1717 в 2010, 1986 у 2002).

## Склад
До складу сільської ради входять:
| Населений пункт  | Населення, осіб (2002) | Населення, осіб (2010) |
| ---------------- | ---------------------- | ---------------------- |
| Зарічний, селище | 89                     | 78                     |
| Сосновка, село   | 255                    | 235                    |
| Шульгінка, село  | 1642                   | 1404                   |